# Hum na Sutli
Hum na Sutli è un comune della Croazia di 5 476 abitanti della regione di Krapina e dello Zagorje.